# Estancia de San Miguel
Estancia de San Miguel är en ort i Mexiko.   Den ligger i kommunen Maravatío och delstaten Michoacán de Ocampo, i den södra delen av landet, 140 km väster om huvudstaden Mexico City. Estancia de San Miguel ligger 2 045 meter över havet och antalet invånare är 491.
Terrängen runt Estancia de San Miguel är kuperad åt sydost, men åt nordväst är den platt. Runt Estancia de San Miguel är det ganska tätbefolkat, med 104 invånare per kvadratkilometer. Närmaste större samhälle är Maravatío, 10,1 km väster om Estancia de San Miguel. Omgivningarna runt Estancia de San Miguel är en mosaik av jordbruksmark och naturlig växtlighet.